# Проспект Патриотов (Санкт-Петербург)
Проспе́кт Патрио́тов — проспект в Красносельском районе Санкт-Петербурга. Проходит от улицы Маршала Казакова до улицы Адмирала Исакова (фактически до улицы Маршала Захарова).

## Название
Проспект наименован 16 октября 1978 года. В названии отражён патриотизм советского народа во время Великой Отечественной войны. Наименование дано в ряду улиц этого района, названия которых посвящены военной теме.
В 2008 году, когда проспекта Патриотов на местности еще не существовало, член топонимической комиссии А. Д. Ерофеев заявил, что такого названия ни одна новая улица не получит, поскольку проспект Патриотов, как и улица Катерников, — это «пустые» топонимы, не имеющие под собой никакого глубокого смысла, только советскую идеологию. Однако в итоге название так и не было упразднено.
Первый участок проспекта — от улицы Маршала Казакова до улицы Маршала Захарова — построен в 2015—2016 годах, но долгое время движение не открывалось. Его запустили в августе 2019 года. В составе проспекта был построен 10-метровый тупик от улицы Маршала Казакова до береговой стенки; дальше проспект продолжать не планируется, но и убирать тупик тоже.
Весной 2022 года был открыт участок проспекта от набережной Дудергофского канала на восток.

## Застройка
- № 19, корпус 1, — паркинг (2018[8])
- № 20 — школа (2024[9])
- № 21, корпус 1, — паркинг (2018[8])
- № 24, корпус 1, — школа (2024[10])
- № 24, корпус 2, — школа (2024[11])
- № 26, корпус 2, — детский сад (2023[12])
- № 33 — жилой дом (2023[13])
- № 34 — жилой дом (2020[14])
- № 35 — жилой дом (2023[15])

## Транспорт
Ближайшие к проспекту Патриотов станции метро — «Проспект Ветеранов» (около 6,0 км по прямой от конца проспекта), «Автово» (около 6,2 км по прямой от начала проспекта), «Кировский завод» (около 6,5 км по прямой от начала проспекта) и «Ленинский проспект» (около 6,5 км по прямой от начала проспекта) 1-й (Кировско-Выборгской) линии.
На расстоянии около 4,1 км по прямой от начала проспекта Патриотов, у пересечения улицы Маршала Казакова с проспектом Маршала Жукова, в 2023 году планируется открытие станции «Юго-Западная» 6-й (Красносельско-Калининской) линии.
непосредственно по проспекту проходят:
1. Автобус № 203

на пересечении с Ленинский проспектом:
1. Троллейбус № 32
2. Автобус № 243

на пересечении с улицей Маршала Казакова:
1. Троллейбус № 32

## Пересекает следующие улицы, дороги и проспекты
Балтийский бульвар граничит со следующими улицами:
- Улица Адмирала Черокова (проект)
- Набережная Дудергофского канала (проект)
- Улица Маршала Захарова
- Ленинский проспект
- Улица Маршала Казакова